# Philonotis papillatomarginata
Philonotis papillatomarginata là một loài rêu trong họ Bartramiaceae. Loài này được J.X. Luo & P.C. Wu mô tả khoa học đầu tiên năm 1980.